# Ascher (Familienname)
Ascher ist der Familienname folgender Personen:
- Abraham Ascher (Rabbiner) (1794–1837), deutscher Rabbiner
- Abraham Ascher (Historiker) (* 1928), US-amerikanischer Historiker
- Abraham Isaac Ascher (1800–1853), deutscher Buchhändler, Verleger und Bibliograph, siehe Adolf Asher
- Angela Ascher (* 1977), deutsche Schauspielerin
- Anton Ascher (Schauspieler, 1820) (1820–1884), deutscher Schauspieler und Theaterdirektor
- Anton Ascher (Schauspieler, 1869) (1869–1928), deutscher Schauspieler
- Edgar Ascher (1921–2006), Schweizer Physiker und Kristallograph
- Emil Ascher (1859–1922), Hamburger Komponist
- Felix Ascher (Architekt) (1883–1952) deutscher Architekt
- Felix Ascher (Kieferorthopäde) (1908–2003), deutscher Kieferorthopäde und Hochschullehrer
- Ferdinand Ascher (* 1988), deutscher Schauspieler
- François Ascher (1946–2009), französischer Stadtforscher
- Franz Hilarius Ascher (1852–1929), österreichischer Unternehmer
- Franzi Ascher-Nash (1910–1991), österreichisch-US-amerikanische Musikkritikerin
- Fritz Ascher (1893–1970), deutscher Expressionist
- Fritzmartin Ascher (1895–1975), deutscher Lehrer und Politiker
- Gabriel Ascher, deutscher Journalist und Geheimdienstinformant
- Hans Ascher (1878–1953), österreichischer Geologe
- Helmuth Ascher (1930–2013), österreichischer Fotograf und Maler
- Hermann Ascher (1844–1931), deutscher Verwaltungsjurist
- Hilde Wagner-Ascher (1901–1999), österreichische Malerin, Designerin und Textilkünstlerin
- Karl Ascher (Konteradmiral) (1851–1940), deutscher Konteradmiral
- Karl Ascher (1887–1971), tschechoslowakisch-amerikanischer Mediziner
- Kenneth Ascher (* 1944), US-amerikanischer Musiker, Arrangeur, Texter und Songwriter
- Leo Ascher (1880–1942), österreichischer Komponist
- Ludwig Ascher (1865–1942),  deutscher Sozialhygieniker
- Marcia Ascher (1935–2013), US-amerikanische Mathematikerin und Hochschullehrerin
- Maurice Ascher (1873–1965), deutscher Schriftsteller und Pädagoge
- Nelson Ascher (* 1958), brasilianischer Dichter
- Paul Ascher (Marineoffizier) (1899–1941), deutscher Kapitän zur See der Kriegsmarine
- Paul Ascher (Pädagoge) (1927–2018), deutscher Pädagoge und Hochschullehrer
- Peter-Wolf Ascher (1939–2023), deutscher Mediziner
- Philippe Ascher (* 1936), französischer Neurowissenschaftler
- Saul Ascher (1767–1822), deutscher Schriftsteller
- Siegfried Ascher (1877–1962), Architekt und Philatelist
- Simone Ascher (* 1980), deutsche Schauspielerin
- Steven Ascher, US-amerikanischer Regisseur, Produzent und Drehbuchautor
- Toby Ascher, Filmproduzent und Drehbuchautor
- Walther Ascher (1900–1980), deutscher Jurist und Richter am Bundesgerichtshof

Ben Ascher ist das Patronym folgender Personen:
- Aaron ben Ascher († um 960), Masoret
- Bachja ben Ascher († 1340), Kabbalist
- Jakob ben Ascher (1283–1340), jüdischer Gelehrter
- Jehuda ben Ascher (1270–1349), Talmudist und Rabbiner